# Joop van den Ende
Johannes Adrianus (Joop) van den Ende (Amsterdam, 23 februari 1942) is een Nederlandse mediamagnaat op het gebied van televisie en musical.

## Biografie

### Jeugd
Joop van den Ende werd in 1942 geboren in een katholiek arbeidersgezin en groeide op in Amsterdam. Hij volgde opleidingen tot timmerman en tot technisch tekenaar, maar zou de kost gaan verdienen in de showbusiness.

### Carrière beginjaren
In 1956 speelde hij voor het eerst mee in een toneelstuk en vanaf 18-jarige leeftijd trad hij regelmatig op als Batman. Vanaf 1960 trad hij enige tijd op als clown Tako in een kinderprogramma. Ook was Van den Ende conferencier en had hij een cabaretgroep met onder meer hemzelf als conferencier, cowboytrio The Oklahoma's, zangduo De Jamaicans, goochelaar Tony Wilson en met muzikale ondersteuning van dans- en amusementsorkest The Rhythm Jiggers onder leiding van Theo Bon. Van den Ende wilde zelf graag artiest worden, maar het ontbrak hem daarvoor aan voldoende talent. In 1962 opende Van den Ende daarom een feestartikelenwinkel en een eigen theaterbureau. Ook zette hij een revue op met de tot dan toe nog onbekende komiek André van Duin. Deze revues werden een groot succes en Nederland maakte voor het eerst op grote schaal kennis met Van den Ende. In 1966 was hij manager van de Amsterdamse beatgroep Mokum Beat Five.

### Televisie en film

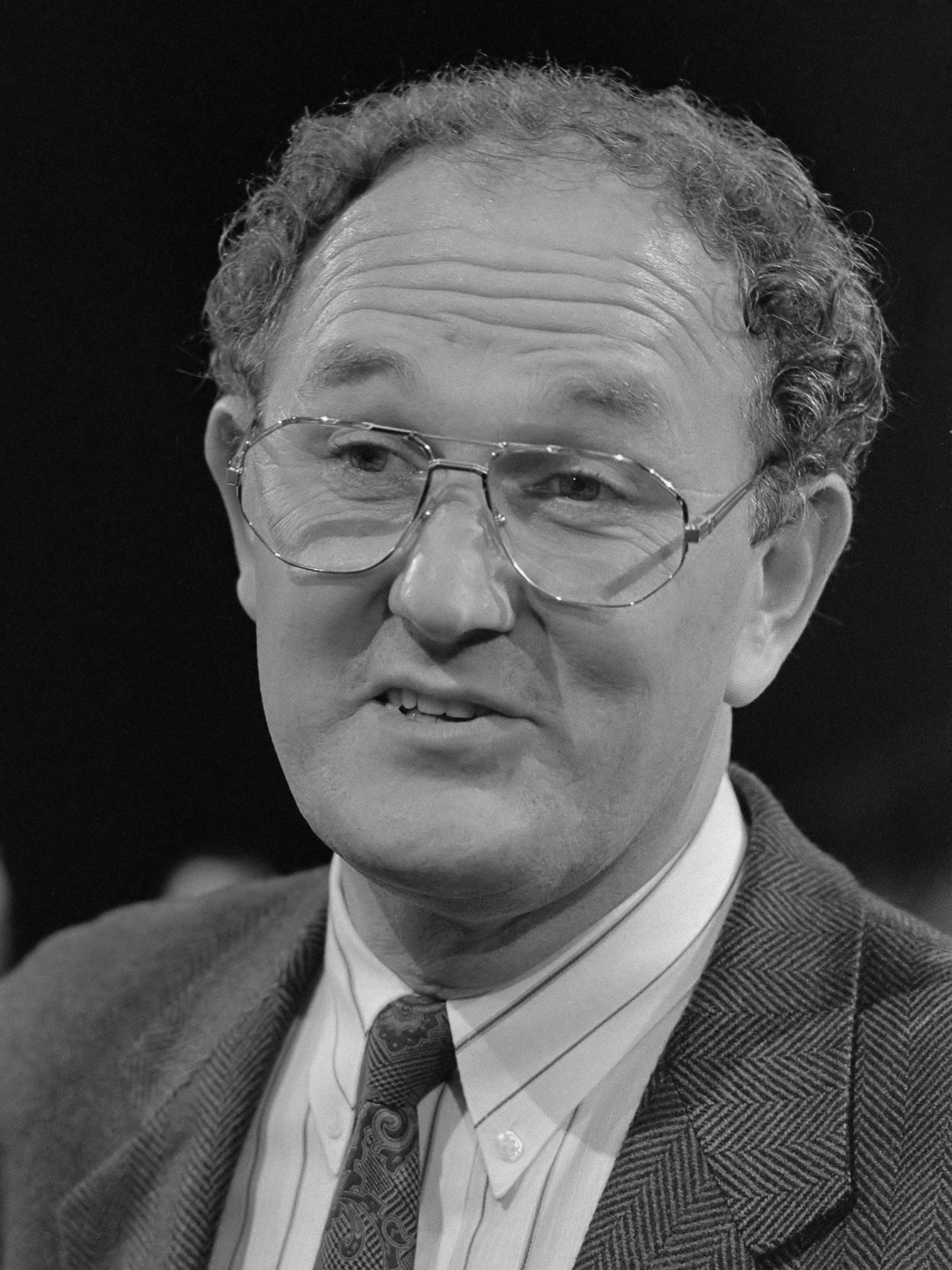
Joop van den Ende in 1988

In 1973 produceerde Van den Ende Citroentje met suiker. Het diende als opvolger van 't Schaep met de 5 pooten, maar was aanzienlijk minder succesvol. Het was Van den Ende niet gelukt om de rechten op de originele serie van regisseur Joes Odufré te bemachtigen. Wel werkten dezelfde acteurs mee.
In 1980 produceerde Van den Ende de speelfilm Spetters van regisseur Paul Verhoeven, die vele kritieken kreeg.
In 1981 en 1982 volgden de speelfilms Ik ben Joep Meloen en De boezemvriend met André van Duin in de hoofdrol. In 1983 de speelfilm De zwarte ruiter. Ook maakte Van den Ende verschillende succesvolle televisieprogramma's, zoals de series De Avonturen van Bassie en Adriaan (1978), De Nieuwe Avonturen van Bassie en Adriaan (1978-1979), De diamant (1979-1980), De huilende professor (1982), Dagboek van een herdershond (1978-1980), De Fabriek (1981-1982), De Weg (1983), Herenstraat 10 (1983-1984), De Appelgaard (1985-1986), Dossier Verhulst (1986-1987), televisieprogramma's met Henny Huisman (Playbackshow, de Soundmixshow en de Surpriseshow), Spijkerhoek (1989-1993), Goede tijden, slechte tijden (Vanaf 1990) en Vrienden voor het leven (1991-1994), Bureau Kruislaan (1992-1995), Onderweg naar Morgen (1994-2010), Vrouwenvleugel (1993-1995), Goudkust (1996-2001) en Kees & Co (1997-2006).

### Televisiezendstations
Het duaal bestel van publieke én commerciële omroepen op de Nederlandse televisie deed zijn intrede en in 1989 begon Van den Ende de televisiezender TV10. Externe financiers waren daarbij Vinken (Elsevier), Brentjens (VNU) en ABN Amro. Deze zender kreeg echter geen toestemming om uit te zenden in Nederland en Van den Ende zocht zijn heil bij het dan weinig succesvolle RTL-Véronique.

### Circus Bassie en Adriaan/Showcircus Joop van den Ende

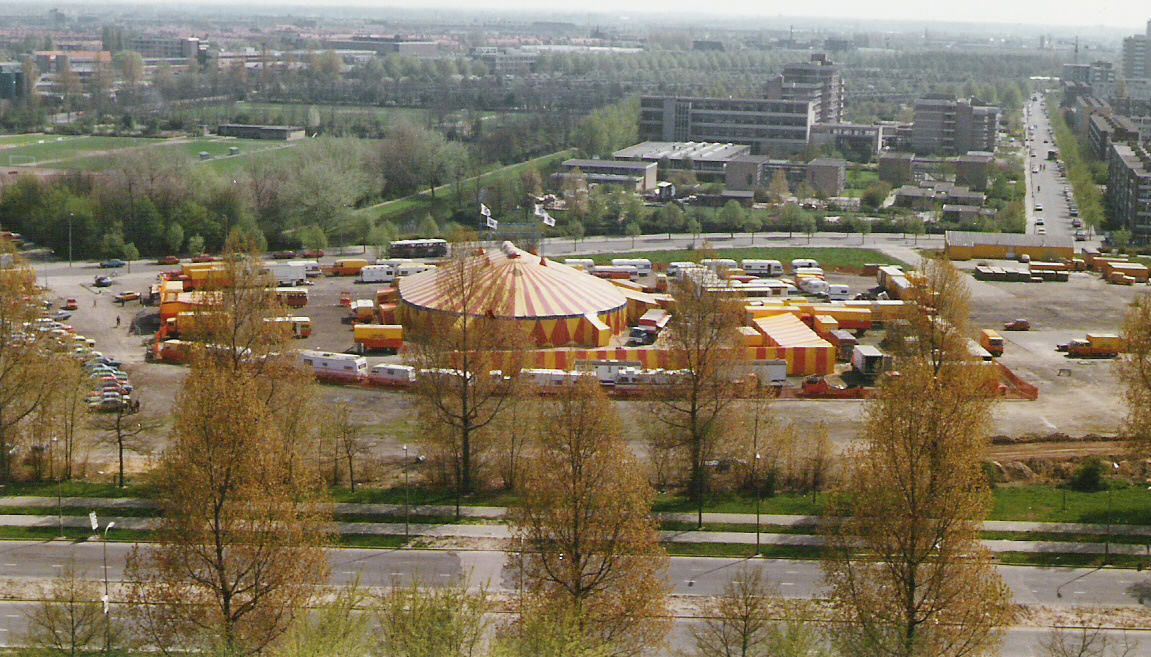
Circus Bassie en Adriaan omstreeks 1981

In 1978 creëerde Joop van den Ende samen met Bas van Toor en Aad van Toor de televisieserie De avonturen van Bassie en Adriaan, die een groot succes werd. Tot 1982 produceerde Van den Ende nieuwe afleveringen.
In 1980 startte hij Circus Bassie en Adriaan, met een taakverdeling: Van den Ende beheerde de dagelijkse leiding, Aad de artistieke invulling en Bas de publiciteit. De werkdruk bleek echter te hoog, wat leidde tot spanningen. Aad verkocht zijn aandelen in 1981, Bas volgde in 1982, waarna het circus kortstondig werd omgevormd tot Showcircus Joop van den Ende, met André Hazes als avondact. Wegblijvend publiek dwong een terugkeer naar de oorspronkelijke naam, maar eind 1982 werd het circus stopgezet en de samenwerking beëindigd.

### Musicals
In 1991 produceerde Van den Ende zijn eerste eigen musical, gebaseerd op de Franse legende Cyrano de Bergerac: Cyrano de Musical. In 1993 opende Van den Ende het Circustheater in Scheveningen met de musical The Phantom of the Opera.

### Endemol
In 1994 ging hij samenwerken met zijn tot dan toe grootste concurrent John de Mol. Samen richtten ze het bedrijf Endemol op, dat enkele jaren later naar de beurs ging.
In de eerste helft van de jaren 90 probeerde Van den Ende door te breken op Broadway met de musical Cyrano. Deze flopte echter, waardoor Van den Ende grote financiële verliezen leed. Ook het televisiepretpark ShowbizCity uit 1997 kostte hem meer dan het opleverde.

### Joop van den Ende Theaterproducties
In 1999 verslechterde zijn gezondheid. Hij besloot daarom in 2000 uit Endemol (dat toen in handen was van het Spaanse Telefónica) te stappen. Hij verkocht zijn belang van 26% en richtte zich volledig op het produceren van grote musicals in Nederland, Duitsland, Spanje, Groot-Brittannië, Frankrijk, Rusland en de Verenigde Staten. Met zijn bedrijf Joop van den Ende Theaterproducties produceerde hij onder meer de musicals The Wiz, The Lion King, Tarzan, Ciske de Rat, Dirty Dancing, Evita, Petticoat, Droomvlucht, High School Musical, Mary Poppins, The Little Mermaid, Aspects of Love en Wicked.
In het theaterseizoen 2013/2014 waren Hij Gelooft in Mij, Jersey Boys, Love Story en Sister Act te zien in Nederland, en in het theaterseizoen 2014/2015 Billy Elliot en Moeder ik wil bij de Revue.
Op 17 december 2014 werd bekendgemaakt dat Joop van den Ende Theaterproducties ging fuseren met Albert Verlinde Entertainment, tot Stage Entertainment Nederland, de Nederlandse tak van Stage Entertainment International (Joop van den Ende Theaterproducties was al onderdeel van Stage Entertainment International; zie ook onder). Stage Entertainment International kocht daartoe alle aandelen van Albert Verlinde Entertainment.

### Stage Entertainment
Na een tijd van rust en het herstellen van zijn ziekte richtte Van den Ende zich op de uitvoering van nieuwe plannen. Zijn in 1999 opgerichte theaterbedrijf vertoonde een snelle internationale expansie. Zijn bedrijf Stage Entertainment was in de afgelopen jaren uitgegroeid tot een multinational met 4000 medewerkers en 600 miljoen euro omzet. Stage Entertainment opereert in Nederland, Duitsland, Rusland, de Verenigde Staten, Spanje en nog enkele landen. Het concern bezit theaters in Nederland (AFAS Circustheater, Beatrix Theater, Theaterfabriek Amsterdam en Amsterdam Convention Factory) en in Hamburg, Berlijn, Stuttgart en Oberhausen.
Nadat Van den Ende eind maart 2006 werd opgenomen met hartproblemen besloot hij een nieuwe balans tussen werk en privéleven te zoeken. Dit leidde ertoe dat hij op 15 september 2006 bekendmaakte zich terug te trekken uit de dagelijkse leiding van het theaterproductiebedrijf. Hij was vanaf toen nog twee dagen per week aanwezig op het hoofdkantoor bij het Museumplein te Amsterdam. Een klein jaar later, in april 2007, droeg hij de dagelijkse leiding van Stage Entertainment over aan Henk Kivits, voormalig topman bij Holland Casino. Van den Ende werd president van de raad van commissarissen.
In 2015 verkocht Van den Ende 60% van de aandelen van Stage Entertainment aan CVC Capital Partners. Hij werkt nu in deeltijd voor het bedrijf.

### De Toneelmeesters
In 2008 introduceerde Stage Entertainment het project De Toneelmeesters in het Nederlandse theater waarmee klassieke stukken toegankelijk gemaakt zouden moeten worden voor een breed publiek. Het stuk Moeder Courage van Bertolt Brecht werd in dit project onder regie van Hans Croiset gespeeld. Na één seizoen werd het project gestopt vanwege gebrek aan succes.

### Stichting Theateralliantie
In 2013 richtte Joop van den Ende en Peter Prein de Stichting Theateralliantie op. Deze stichting heeft tot doel bij te dragen aan de productie van grootschalige interdisciplinaire theaterstukken in Nederland. Dit in samenwerking met andere productiemaatschappijen en theaters. De stichting heeft meegewerkt aan de totstandkoming van toneelbewerking van De Tweeling, de Nederlandstalige versie van War Horse, de Fiddler on the Roof en De man van je leven van Arthur Japin.

### Living City Property Performance
Van den Ende is samen met Trimp & Van Tartwijk Property Development eigenaar van Living City Property Performance, een vastgoedbedrijf dat gespecialiseerd is in entertainmentvastgoed. De ambitie is om met gebiedsontwikkeling de bouw van theaters te combineren met een hotel of winkelcentrum waarbij de een aanjager is voor de ander. Zo ontwikkelde dit bedrijf onder andere het Van den Ende-theater in Amsterdam en was het betrokken bij de herinrichting van het gebied rond de Jaarbeurs in Utrecht.
In 2007 was het bedrijf in gesprek met ziekenhuizen om zorgboulevards te ontwikkelen.

### Endeit
Joop van den Ende en Hubert Deitmers richtten in 2006 de investeringsmaatschappij Endeit (ook wel Van den Ende & Deitmers Venture Capital Partners) op.
In dat jaar nam het investeringsfonds een belang van 30% in televisieproducent Eyeworks – het latere Warner Bros. International Television Production Nederland.
Ook investeerde dit bedrijf met durfkapitaal in sociaalnetwerk Hyves.
In april 2021 werd bekend dat hij zijn actieve rol en aandelen volledig overdroeg aan Hubert Deitmers en Martijn Helmann.

### VandenEnde Foundation
In 2001 richtte Joop van den Ende samen met zijn vrouw Janine Klijberg de VandenEnde Foundation op. Jaarlijks schenkt dit fonds € 9 miljoen aan creatieve en culturele initiatieven.

### Van den Ende Academy
In 2003 richtte richtte Joop van den Ende in Hamburg een theaterschool op. Deze Joop van den Ende Academy biedt een driejarige opleiding die opleidt tot theatermanager of -artiest. Deze is in 2016 permanent gesloten.

## Onderscheidingen
- In 2019 werd Joop van den Ende onderscheiden met de oeuvreonderscheiding van de Deutscher Musical Theater Preis omdat hij de musical in Duitsland nieuw leven heeft ingeblazen.[9]
- Op 6 januari 2016 ontving Van den Ende de Musical Awards Oeuvreprijs uit handen van Tina Turner voor alles wat hij heeft betekend voor het musicalvak.
- In 2015 ontving Joop van den Ende de cultuurprijs Gustaf Gründgens Preis voor zijn bijdrage aan het culturele leven in Hamburg waar hij een theater en een opleidingsinstituut oprichtte.[9]
- Van den Ende ontving meermaals een eredoctoraat: in 2011 kreeg hij een eredoctoraat aan de Erasmus Universiteit vanwege zijn pioniersrol in live-entertainment en voor zijn bijdrage aan de cultuur in Nederland,[10] in 2012 ontving hij een eredoctoraat aan de Nyenrode Business Universiteit.[11]
- In 2010 overhandigde burgemeester Eberhard van der Laan de Gouden Medaille van de stad Amsterdam aan Van den Ende.
- In december 2007 verkoos de redactie van weekblad Elsevier Joop van den Ende tot Nederlander van het Jaar.
- Op 25 september 2007 verleende Koningin Beatrix Van den Ende het Erekruis van de Huisorde van Oranje.
- In 2004 kreeg Van den Ende de IJ-prijs van de gemeente Amsterdam voor de culturele projecten die hij, samen met zijn echtgenote, in Amsterdam steunt via de VandenEnde Foundation.[12]
- In 2001 werd Van den Ende benoemd tot Commandeur in de Orde van Oranje-Nassau. Zijn echtgenote Janine Klijberg werd in 2014 onderscheiden als Officier in de Orde van Oranje-Nassau.
- Joop van den Ende werd uitgeroepen tot Omroepman van het Jaar 1997.[13]

## Trivia
- Van den Ende trouwde op zijn twintigste met zijn eerste vrouw An en in 1988 na hun scheiding met Janine Klijberg met wie hij twee kinderen heeft.[14]
- Samen met John de Mol deelt Van den Ende een privéjet.
- Joop van den Ende was lid van het Nationaal Comité Inhuldiging, dat de feestelijkheden rond de inhuldiging van Willem-Alexander tot koning op 30 april 2013 coördineerde.
- Zijn dochter Iris van den Ende is de oprichtster van het productiebedrijf MediaLane.[15]
- In 2023 stond Van den Ende in de Quote 500 van rijkste Nederlanders op de 30e plaats, met een geschat vermogen van € 1,6 miljard.